# Paulo Santos
Paulo Jorge da Silva dos Santos (Lisbona, 11 dicembre 1972) è un ex calciatore portoghese, di ruolo portiere.

## Carriera

### Club
Ha esordito nella massima serie portoghese nella stagione 1993-1994, vincendo il campionato con il Benfica e giocando un minuto nell'ultimo incontro. Dopo alcune stagioni passate nell'Estrela Amadora e nell'Alverca, fu comprato dal Porto.
Nel 2005 venne acquistato, dopo esserci già stato l'anno precedente in prestito, dallo Sporting Braga. Durante la prima stagione al Braga, Santos arrivò a 595 minuti di imbattibilità, solamente 40 in meno del record portoghese, stabilito da Manuel Bento con il Benfica. Nella stagione 2007-2008 giocò solo 12 partite, dopodiché, scaduto il suo contratto, restò svincolato per un anno, finché nel luglio 2009 si accasò all'Estoril-Praia.

### Nazionale
Ha debuttato in Nazionale il 15 novembre 2005, in un'amichevole giocata contro l'Irlanda del Nord a Belfast e finita 1 a 1. Questa fu l'unica partita di Santos, nonostante la successiva convocazione per il campionato del mondo 2006 a causa dell'infortunio di Bruno Vale.

## Statistiche

### Cronologia presenze e reti in nazionale
| Cronologia completa delle presenze e delle reti in nazionale ― Portogallo | Cronologia completa delle presenze e delle reti in nazionale ― Portogallo | Cronologia completa delle presenze e delle reti in nazionale ― Portogallo | Cronologia completa delle presenze e delle reti in nazionale ― Portogallo | Cronologia completa delle presenze e delle reti in nazionale ― Portogallo | Cronologia completa delle presenze e delle reti in nazionale ― Portogallo | Cronologia completa delle presenze e delle reti in nazionale ― Portogallo | Cronologia completa delle presenze e delle reti in nazionale ― Portogallo |
| Data                                                                      | Città                                                                     | In casa                                                                   | Risultato                                                                 | Ospiti                                                                    | Competizione                                                              | Reti                                                                      | Note                                                                      |
| ------------------------------------------------------------------------- | ------------------------------------------------------------------------- | ------------------------------------------------------------------------- | ------------------------------------------------------------------------- | ------------------------------------------------------------------------- | ------------------------------------------------------------------------- | ------------------------------------------------------------------------- | ------------------------------------------------------------------------- |
| 15-11-2005                                                                | Belfast                                                                   | Irlanda del Nord                                                          | 1 – 1                                                                     | Portogallo                                                                | Amichevole                                                                | -                                                                         |                                                                           |
| Totale                                                                    |                                                                           | Presenze                                                                  | 1                                                                         |                                                                           | Reti                                                                      | -1                                                                        |                                                                           |

## Palmarès
- Campionato portoghese: 1

Benfica: 1993-1994